# Etzba
Etzba, Ezbah, war ein hebräisches Längenmaß und bedeutete so viel wie Fingerbreite. 
- 1 Etzba = 2,06 Zentimeter
- 4 Etzba = 1 Tephach (Handbreite)
- 24 Etzba = 1 Ammah (Elle)